# 北村武夫
北村 武夫（きたむら たけお、1903年 - 没年不詳）は、日本の俳優、歌手。

## 経歴・人物
「ピエル・ブリヤント」、「プペ・ダンサント」に所属していたが1932年10月に脱退して
、自ら設立した軽演劇の劇団「フォーリー・ベルジェール」（のちの黒猫座）が目黒キネマで旗揚げ公開を行う。その後は榎本健一主演の映画に多々出演した。
1949年の『エノケンのとび助冒険旅行』を最後に、その後の活躍は確認されず、すでに故人ではあると思われるが没年などは一切不明である。

## 出演映画
- エノケンのちゃっきり金太（1937年、P.C.L.）
- エノケンの風来坊（1938年、東宝映画東京） - 角兵衛
- エノケンの鞍馬天狗（1939年、東宝映画東京） - 桂小五郎
- エノケンの森の石松（1939年、東宝映画東京） - 身受山の鎌太郎
- エノケンの頑張り戦術（1939年、東宝映画東京） - ブローカー
- エノケンのワンワン大将（1940年、東宝映画東京） - 二枚目俳優
- エノケンの孫悟空（1940年、東宝映画東京） - 太宗王
- 人生とんぼ返り（1946年、東宝）
- 聟入り豪華船（1947年、東宝） - 闇ブローカー
- 四つの恋の物語 第3話「恋はやさし」（1947年、東宝）
- 旅姿人気男（1949年、新東宝） - 森山正雄
- エノケンのとび助冒険旅行（1949年、新東宝） - 親方